# Старый эль
Старый эль (англ. Old Ale) — традиционное английское пиво, тип эля, который выдерживается в течение нескольких месяцев или даже лет в деревянных бочках, с содержанием алкоголя от 4,0 до 9,5 % об.

## История
Старый эль — традиционный тип английского эля с многовековой историей. После первичного брожения старый эль оставляют для старения на складах пивоварни. Пиво использовалось для смешивания или для непосредственного употребления — чаще всего, для торжественных случаев. В зимние месяцы варили Winter warmer — современную версию старого эля, который обычно более тёмный и который предлагают сезонные пивоварни на Рождество и в зимние месяцы.
После колонизации Индии в Британии начали варить экспортное пиво для отправки за океан, индийский пейл-эль; его рецепт основывался на старом эле с увеличенным количеством хмеля для долгой транспортировки.

## Характеристики
Крепость, цвет и вкус старого эля может варьироваться в широких пределах. Старый эль, вопреки ожиданиям, не должен быть особенно крепким, они могут содержать не более 4 % алкоголя, хотя некоторые версии значительно крепче. Они могут быть светлыми и тёмными. Цвет от светло-янтарного до красно-коричневого (большинство до тёмного), старения дополнительно затемняет цвет пива. Образует небольшую пену из-за длительной выдержки и высокого содержания алкоголя. Светлые версии имеют густой сладкий солодовый вкус и аромат, с нотами терпких фруктов, орехов, мелассы и пряными хмелем. Тёмные версии имеют глубокий солодовый характер с сильными нотами жареного зерна, спелых фруктов, цедры и табака. В производстве используется как светлый солод, а в тёмных версиях — тёмный карамельный солод, так и различные добавки — меласса, кукурузный сироп, инвертный сахар, коричневый сахар, кукуруза, пшеница и различные экстракты солода.
Содержание алкоголя в диапазоне от 4,0 до 9,5 % об.

## Известные бренды
Типичные торговые марки: Gale’s Prize Old Ale, Burton Bridge Olde Expensive, Marston Owd Roger, J.W. Lees Moonraker, Harviestoun Old Engine Oil, Fuller’s Vintage Ale, Harvey’s Elizabethan Ale, Theakston Old Peculier, Young’s Winter Warmer, Sarah Hughes Dark Ruby Mild, Samuel Smith’s Winter Welcome, Fuller’s 1845, Fuller’s Old Winter Ale, Great Divide Hibernation Ale, Hudson Valley Old Man Ale, Cooperstown Pride of Milford Special Ale, Coniston Old Man Ale, North Coast Old Stock Ale.